# Primitive Technology
Primitive Technology est une chaîne YouTube créée et animée par John Plant.
Basée dans l'extrême nord du Queensland, en Australie, ses vidéos montrent le processus de fabrication d'outils et de bâtiments en utilisant uniquement des matériaux trouvés dans la nature. Créée en mai 2015, la chaîne comptait plus de 10,8 millions d’abonnés et plus de 1 milliard de vues en mai 2023.

## Contexte
John Plant décrit son sujet comme un passe-temps, précisant qu'il « vit dans une maison moderne et mange des aliments modernes »,. En réponse à un commentaire sur une de ses vidéos, il déclare qu'il est propriétaire du terrain sur lequel il filme les vidéos. Il déclare sur son site Web qu'il n'a pas d'origine aborigène et qu'il n'appartient pas à l'armée australienne.
Interviewé par Michelle Castillo de CNBC en 2017, il déclare être âgé d'une trentaine d'années. Il déclare également avoir étudié à l'université pour obtenir un baccalauréat en sciences, mais « ne s'en est jamais servi », préférant tondre des pelouses pour gagner de l'argent et profiter de son temps libre pour aller dans le bush australien et pratiquer son hobby. Il explique avoir commencé à être attiré par le fait de vivre dans la nature à l'age de 11 ans, alors qu'il construisait des huttes près d'une crique derrière sa maison, en utilisant uniquement des objets qu'il trouvait dans la nature,,.

## Description
Chaque vidéo guide le spectateur dans l'avancement d'un ou de plusieurs projets en démontrant les techniques et les méthodes qu'il utilise pour créer des outils ou des bâtiments. Comme il l'explique sur son blog, il construit « tout à partir de rien, sans outils ni matériaux modernes », en n'utilisant que ce qu'il peut puiser dans son environnement naturel, tels que des matériaux végétaux, de l'argile, du sol et des pierres,. Les épisodes de la série ne contiennent pas de paroles et ne contiennent qu'un son ambiant minimal. Les descriptions textuelles des actions à l'écran apparaissent dans la fonction de sous-titrage,.

## Histoire
John Plant a créé la chaîne Primitive Technology le 1er mai 2015. La première vidéo a été mise en ligne ce même jour. Depuis lors, chacune de ses vidéos comptabilise plusieurs millions de vues. La chaîne compte 5,4 millions d'abonnés et 350 millions de vues en septembre 2017, passant à 8,7 millions d'abonnés et à 615 millions de vues en septembre 2018. En juin 2019, la chaîne comptait 9,5 millions d'abonnés et 719 millions de vues.
Pendant les deux premières années d'existence de la chaîne, il a choisi de rester anonyme. En juin 2017, il s'est identifié comme étant John Plant lorsqu'il s'est plaint à Facebook que ses vidéos avaient été volées à la suite de leur publication sur le réseau social et que cette pratique lui avait coûté plusieurs milliers de dollars australiens.
Le 29 octobre 2019, il fait paraître Primitive Technology: A survivalist's guide to building tools, shelters, and more in the wild  (ISBN 9781984823670). Le livre est « un guide pratique pour construire des huttes et des outils en utilisant uniquement des matériaux naturels de la nature » contenant « 50 projets avec des instructions pas à pas sur la fabrication d'outils, armes, abris, poteries, vêtements, etc. ».